# Giallo cromo (romanzo)
Giallo Cromo (Crome Yellow) è il primo romanzo dello scrittore britannico Aldous Huxley, pubblicato per la prima volta nel 1921. In Italia è stato pubblicato nel 1932. Nell'opera, l'autore satireggia i capricci e le mode dell'epoca. La storia è incentrata su una festa a Cromo, una versione parodistica di Garsington Manor, dimora di Lady Ottoline Morrell, luogo in cui Huxley e Thomas Stearns Eliot erano soliti riunirsi per scrivere.
L'opera prefigura il successivo romanzo Brave New World.

## Edizioni in italiano
- Aldous Huxley, Giallo cromo: romanzo inglese, Monanni, Milano 1932
- Aldous Huxley, Giallo cromo: romanzo inglese, traduzione di Cesare Giardini, Monanni, Milano 1932
- Aldous Huxley, Giallo cromo, Einaudi, Torino 1958
- Aldous Huxley; Giallo cromo, traduzione di Cesare Giardini, Einaudi, Torino c1958, stampa 1966
- Aldous Huxley; Giallo cromo, traduzione di Cesare Giardini, introduzione di Giuseppe Gadda Conti, A. Mondadori, Milano 1972